# 水曜日
水曜日（すいようび）または水曜（すいよう）は、火曜日と木曜日の間にある週の1日。

## 各言語での名称
日本語や朝鮮語の名称は、七曜の1つである水星（Mercury）の日にちなむ。また、五行思想の最後で、水は水行をする。
ロマンス諸語ではメルクリウスの日であるが、英語: Wednesdayのようにゲルマン諸語ではオーディンの日である。これは古代ローマで、ゲルマン神話の魔術神オーディンを自分たちのメルクリウスのような神と見なしたからである。
ベトナム語では第4を意味する「thứ tư」が水曜日の意味にも使われ、またドイツ語でも「真ん中の日」（Mittwoch）と呼ばれるのに対し、中国語では「星期三」もしくは「禮拜三」という。

## キリスト教における水曜日
灰の水曜日はキリスト教徒の懺悔の日である。正教会を始めとする東方教会では、イスカリオテのユダがキリストを裏切った日であると伝承する。このため特定の時期を除き斎の日とする。

## 日本における水曜日

### 学校
小中学校では生徒の下校時間が早くなる傾向がある。これは、教職員が教科会や会議、研究授業を行うためである。また他校から教員を呼ぶもしくは出張し勉強会を行うことが多く、スケジュールを合わせるために周辺学校で保護者や生徒対応で忙しい月曜日や金曜日を避け、水曜日に一律で設定されることが多い。一部地域では月曜日や木曜日に行うところもある。

### 企業

#### 定時退社日
多くの企業では定時の帰宅を促す「定時退社日」または「ノー残業デー」に指定されている。

#### 休業とする業種
日本の不動産業者やUR都市機構の営業所、住宅メーカーなど、多くの地域では定休日にすることがある。これは週の中間なのでちょうどよい水曜日を定休日としている説と、週末を現地案内や契約、週明けを契約書類の作成にあてるため水曜日を定休日としている説と、俗説として契約が「水」に流れるのを嫌うからという説もある。ただし不動産業者によっては地域によって異なり、水曜日と日曜日を休業としている地域もある。また、長野県では火曜日を定休日にしており、北日本地域などでは日曜日を定休日としている。これは不動産業者が物件を紹介する際に他の会社が休んでいると仕事にならないため、定休日を一律としている。
同様の傾向は自動車販売店（カーディーラー）などにおいても見られるが、定休日は運営会社の方針で定めているため、理髪店や美容院のように組合や業界で定めていたりかつての大型小売店のように法令で定めているわけではないので、必ずしもこれらの業種全てが水曜定休というわけではない。カーディーラーによっては月曜日ないしは火曜日が休業とするところがある。
市場では水曜日を休業している。これに関連して水曜日を定休日としているサービス業もあり、鮮魚店と青果店、チェーン店を除く飲食店などでこの傾向がみられる。
大手スーパーではイオングループ（旧ジャスコ・旧ダイエー）は水曜日を定休日としていた（その他のスーパーは火曜日がほとんどであった）。
開業医が運営する医療機関（医院・診療所）でも半日ないしは全日休診とするところがある。休診日の設定は医療機関の権限で自由に定めることができるため（行政が関与できるものでもない）、必ずしも全ての医療機関が水曜日を休診にしているわけではないが（水曜日、日曜日以外では木曜日が多い）、これは医療界特有の事情であり、土曜日に診察する医療機関が多くその振り替えもあることと、医療機関が所属している学会や勉強会が水曜日に開催されるところがあるためとされている。

### 発売日

#### 週刊誌
漫画週刊誌では週刊少年マガジンと週刊少年サンデーの発売日である。その他の週刊誌では特定ジャンルの週刊誌が発売される曜日でもある。テレビ雑誌であるザテレビジョン・週刊TVガイド・NHKウイークリーステラや、スポーツ週刊誌である週刊プロレス・週刊ベースボールの発売日である。

#### 音楽ソフト
CDの発売日に指定するにちょうどよい曜日でもある。これは、CDを月曜日に工場から出荷させて火曜日に店頭に並ばせれば、オリコンの集計上6日分の売上が計上され、上位に行くことが期待できるためである。かつては直前の月曜日や火曜日に祝日があるときは、各社とも直後の木曜日に発売日を設定していたが、最近はこのパターンでも水曜日に発売日を設定するレコード会社が増えてきた。また、2015年より洋楽のCDアルバムに限り、金曜日にも発売される事が多い。

## 水曜日に関する作品
- 今日は何の日
  - 「ニーボの日」
- 映画
  - 『水曜日の戀』（1933年、米国）
  - 『水曜ならいいわ』（1966年、米国）
  - 『ビッグ・ウェンズデー』（1978年、米国）
- テレビドラマ
  - 『水曜ドラマ』（NHK総合・日本テレビ・TBS）
  - 『水曜劇場』（TBS・フジテレビ）
  - 『水曜グランドロマン』（日本テレビ）
  - 『水曜女と愛とミステリー』（テレビ東京）
  - 『水曜ミステリー9』（テレビ東京）
  - 『水ドラ25』（テレビ東京）
  - 『水曜日の情事』（フジテレビ）
- 楽曲
  - 「柿の実色した水曜日」（歌：ふきのとう、作詞・作曲：山木康世）
  - 「水曜日の午後」（歌：オフコース、作詞・作曲：小田和正）
  - 「水曜日に会いましょう」（歌・作詞・作曲：カズン）
  - 「雨のウェンズディ」（歌・作曲：大瀧詠一、作詞：松本隆）
  - 「Wednesday Moon」（歌・作詞・作曲：徳永英明）
  - 「水曜日の朝」（歌・作詞・作曲：河口恭吾）
  - 「水曜の朝、午前3時」（歌：サイモン&ガーファンクル）
  - 「パステルカラーの水曜日」（歌：キャンディーズ）
  - 「水曜日のクオレ」（歌：山口百恵）
  - 「星期三的約會」（歌：宇珩）
  - 「水曜日のアリス」（歌：チームサプライズ）
  - 「水曜の朝午前3時」（歌：Alfee）
- テレビ番組
  - 『水曜ロードショー』（日本テレビ・TBS）
  - 『水曜どうでしょう』（北海道テレビ放送）
  - 『水曜スペシャル』（テレビ朝日）
    - 『水曜スーパーテレビ』『水曜スーパーキャスト』『水曜特バン!』『スイスぺ!』

  - 『水曜プレミア』（TBS）
  - 『水トク!』（TBS）
  - 『水曜ノンフィクション』（TBS）
  - 『水曜プレミアシネマ』（TBS）
  - 『水曜日のダウンタウン』（TBS）
  - 『ビッグ・ウェンズデイ』（毎日放送）
  - 『水曜エンタ!」（毎日放送）
  - 『水曜日のハウマッチ?』（毎日放送）
  - 『水曜大特バン』（テレビ東京）
  - 『水曜シアター9』（テレビ東京）
  - 『水曜エンタ』（テレビ東京）
  - 『水バラ』（テレビ東京）
  - 『水10!』（フジテレビ）
  - 『水曜歌謡祭』（フジテレビ）
  - 『水曜アニメ〈水もん〉』（ABCテレビ）
  - 『ウエンズデー J-POP』（NHK-BS）
- 店の名前
  - 水曜日のアリス - 菓子、アクセサリー、雑貨の専門店。東京・渋谷、大阪・心斎橋、名古屋・大須の3店舗がある。
- バンド名
  - 水曜日のカンパネラ

## 記号
| 記号 | Unicode | JIS X 0213 | 文字参照          | 名称                                         |
| ---- | ------- | ---------- | ----------------- | -------------------------------------------- |
| ㈬   | U+322C  | -          | &#x322C; &#12844; | 全角括弧付き水 PARENTHESIZED IDEOGRAPH WATER |
| ㊌   | U+328C  | -          | &#x328C; &#12940; | 丸水 CIRCLED IDEOGRAPH WATER                 |